# Хомовое пение

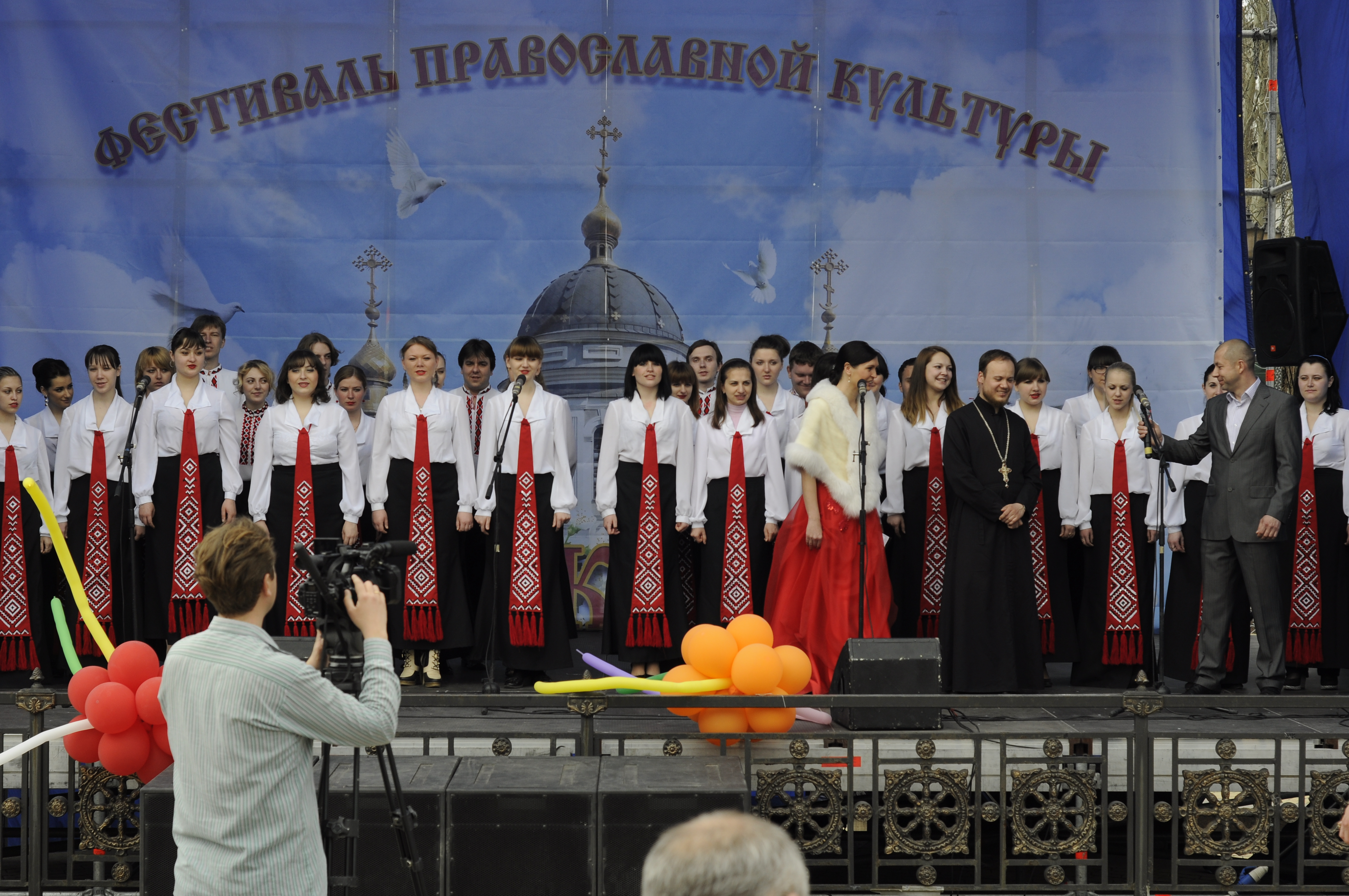
Православный хор

Хомово́е пение (нао́нное пе́ние, раздельноре́чное пе́ние) — русское церковное пение, разновидность знаменного пения. В хомовом пении используется так называемое раздельноречие (хомония), когда используются произнесение слов с введением между согласными и после заключительной согласной дополнительных гласных.

## История
О возникновении хомового пения почти ничего не известно.

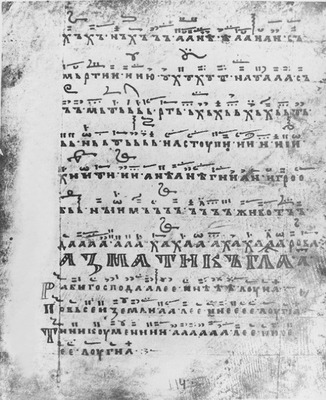
Древний Благовещенский кондакарь. Над многочисленными Ъ и Ь в третьей, четвёртой и шестой строках стоят нотные знаки

Древнейшие певческие книги XI и XII века, то есть ещё до падения редуцированных в древнерусском, имели над буквами Ъ и Ь нотные знаки (как они исполнялись в тот период, достоверно неизвестно).
В XIX веке считалось, что хомовое пение получило распространение в середине или конце XV века, однако изучение кондакарей XII—XIII вв. показало, что уже тогда буквы Ъ и Ь пелись в точности как буквы О и Е соответственно. Аналогичные выводы академик А. А. Зализняк сделал из берестяных грамот религиозного содержания того же времени.

### Причины возникновения
Лингвистами предложено две основные гипотезы возникновения раздельноречия.
По гипотезе Н. Н. Дурново, оно было связано с тем, что падение редуцированных в южнославянских диалектах завершилось до крещения Руси, и прибывшее с юга духовенство (южные славяне и освоившие их язык византийцы) при общении с восточными славянами пыталось приблизить свою речь к речи местных, вставляя о и е на место слабых редуцированных, которые иноязычным священнослужителям было трудно воспроизвести, и это могло быть воспринято местными как правильное произношение в религиозном контексте.
Предложенная позднее альтернативная гипотеза Б. А. Успенского опирается на уже упомянутый выше факт, что к моменту падения редуцированных у восточных славян уже был корпус литургических песен, сочинённых под слоговую структуру праславянского языка (сохранявшуюся в раннедревнерусском) в соответствии с законом открытого слога. Потеря примерно 20 процентов слогов сделала бы традиционные тексты неисполнимыми на традиционные мелодии, поэтому на место павших слабых редуцированных были вставлены гласные полного образования. В качестве примера аналогичной ситуации профессор Д. Бунчич приводит современное французское исполнение песни «Братец Якоб», написанной на среднефранцузском языке до исчезновения из произношения некоторых конечных слогов, в котором эти слоги сохраняются.
Как указывает Бунчич, первый косвенный признак раздельноречия появляется не позднее середины XI века, то есть заведомо до начала падения редуцированных в древнерусском, что свидетельствует в пользу первой гипотезы, хотя и не исключает второй. По формулировке профессора Р. Н. Кривко, «древнерусская фонологическая инновация — падение слабых и вокализация сильных еров — служит… „катализатором“» распространения их книжного (в том числе и в певческих рукописях) произношения по западноболгарской (македонской) модели.
Также в качестве возможных причин возникновения хомонии называется стремление придать произношению слов в церковном пении особый характер, отличающийся от мирской речи.

### Упадок
Вышло из употребления в середине XVII века, когда подверглось критике со стороны священников и музыковедов: тексты песен изменялись до неузнаваемости; часто вовсе теряли всякий смысл, в исполнении слоговые ударения исчезали без следа. Из критикующих хомовое пение произведений известно Сказание инока Евфросина и Житие протопопа Аввакума. Хомовое пение уступило место истинноречному пению по постановлению московского собора 1666—1667 годов.

## Современное состояние
Хомовое (наонное) пение уцелело лишь в среде беспоповцев. В наше время только некоторая часть староверов-беспоповцев придерживается хомовых книг. С их позиции, церковная служба — прежде всего общение с Богом, а не с человеком. При исправлении «на речь» по их мнению была нарушена духовная и звуковая гармония текста и напева.
Традиция хомового пения была принесена и в единоверие вместе со старообрядцами-беспоповцами, перешедшими в него. В РПЦ встречаются попытки переложить на «на онъ» никоновские и иногда и русские тексты. В 2018 году Патриаршим центром древнерусской богослужебной традиции совместно с Издательством Московской Патриархии было издано 4-томное издание «Древнерусские песнопения Божественной Литургии свт. Иоанна Златоуста. Наонная редакция».
В 1990-е годы в некоторых приходах РПСЦ также делали попытки возродить наонное пение. Однако успеха эти попытки не имели, поскольку прихожане с трудом привыкали к такому пению, а наонщики в РПСЦ нередко конфликтовали друг с другом. К тому же в РПСЦ и в РДЦ в то время не было богослужебных книг, по которым можно было бы служить наонное богослужение, в частности Литургию.